# Przemęt (gemeente)
De gemeente Przemęt is een landgemeente in het Poolse woiwodschap Groot-Polen, in powiat Wolsztyński.
De zetel van de gemeente is in Przemęt.
Op 30 juni 2004 telde de gemeente 13 512 inwoners.

## Oppervlakte gegevens
In 2002 bedroeg de totale oppervlakte van gemeente Przemęt 225,33 km², waarvan:
- agrarisch gebied: 63,6%
- bossen: 25,0%

De gemeente beslaat 33,14% van de totale oppervlakte van de powiat.

## Demografie
Stand op 30 juni 2004:
| Omschrijving                   | Totaal | Totaal | Vrouwen | Vrouwen | Mannen | Mannen |
| ------------------------------ | ------ | ------ | ------- | ------- | ------ | ------ |
| eenheid                        | aantal | %      | aantal  | %       | aantal | %      |
| inwoners                       | 13 512 | 100    | 6754    | 50      | 6758   | 50     |
| bevolkingsdichtheid (inw./km²) | 60     | 60     | 30      | 30      | 30     | 30     |

In 2002 bedroeg het gemiddelde inkomen per inwoner 1356,36 zł.

## Plaatsen
Barchlin, Biskupice, Błotnica, Borek, Boszkowo, Bucz, Charbielin, Dębina, Górsko, Kaszczor, Kluczewo, Mochy, Nowa Wieś, Olejnica, Osłonin, Perkowo, Popowo Stare, Poświętno, Radomierz, Sączkowo, Siekówko, Skarzyń, Sokołowice, Solec, Solec Nowy, Starkowo, Trzebidza, Wieleń Zaobrzański, Wincentowo.

## Aangrenzende gemeenten
Rakoniewice, Sława, Śmigiel, Wielichowo, Wijewo, Wolsztyn, Włoszakowice